# Ráczkó Gitta
Ráczkó Gitta (Veszprém, 1975. december 7. -), paralimpiai bajnok, kétszeres világbajnok magyar úszó.

## Pályafutása

### 1990-1996
Hat hónapra született, születése után agyvérzést kapott, és újszülöttkori paralízis alakult ki nála, ennek következtében nehezen tud járni. Hat évesen kezdett el úszni a Mozgásjavítóban, majd 1990-ben a franciaországi Saint-Étienneben indult először nemzetközi versenyen, amikor egy ezüstérmet szerzett 100 m háton és egy bronzérmet 50 m mellen az ifjúsági világbajnokságon Franciaországban. 1991-ben, immár a felnőttek között a barcelonai Európa bajnokságon előbb 100 m háton negyedik, majd 100 m mellen 70 méterig vezetve bronzérmet szerzett. Összesen hét paralimpián vett részt az SB5-ös sérültségi kategóriában versenyezve. 1992-ben, Barcelonában 100 méteres mellúszásban a negyedik, 100 méteres hátúszásban pedig az ötödik helyen ért célba. 1994-ben a vallettai világbajnokságon két aranyat és egy bronzérmet szerzett, ám arról nem számolt be a hazai sajtó, hogy mely számokban indult. Viszont vegyesváltóbeli társa, Zámbó Diána egyik későbbi interjújából tudható, hogy egyik első közös diadaluk ezen a versenyen született, 4x50 méteres váltóban. Ez az eredmény világcsúcsot is jelentett számukra. Az 1994-es budapesti úszóbajnokságon 50 m háton és 50 m gyorson, valamint 100 mellen ezüstérmet szerzett. Az 1995-ös perpignani EB-n bronzérmes lett a 4x50 méteres vegyesváltó tagjaként. A paralimpia előtti felkészítőversenyen Sheffieldben 200 háton nyert, 50 m mellen ezüstérmes, 100 m mellen pedig bronzérmet szerzett. Élete legnagyobb sikerét 1996-ban érte el, amikor Engelhardt Katalin, Zámbó Diána és Járomi Mónika társaként megnyerte a 4x50 méteres vegyesváltót. A győzelem története kalandos, hiszen majdnem rajthoz sem állhattak: az előnevezési papírjuk elkeveredett, így fél órát csúszott a verseny. Mikor gyakorlatilag már feladták, a nevezésük előkerült, így indulhattak a számban, ahol végül győzni tudtak. Ebben is volt csavar, eredetileg a franciák csaptak elsőként a célba, de őket szabálytalan úszás miatt kizárták, így a magyar négyes győzött. Atlantából végül két éremmel térhetett haza, mivel 100 mellen harmadik lett. 100 m háton pontszerző volt, a nyolcadik helyen végzett.  Ezt a teljesítményét megismételte 100 m háton is, 1:43.08 perces új egyéni csúccsal. Az októberi országos bajnokságon 50 m gyorson második,  200 m gyorson országos bajnoki címet szerzett, 100 m háton ugyancsak ezüstérmes, 200 m vegyesen bronzérmes, a 4x50 m-es gyorsváltó tagjaként pedig a második helyen végzett.

### 1997-2016
1997 májusában az országos bajnokságon 100 m gyorson és a két váltó tagjaként újabb országos bajnoki címet szerez, 50 m mellen pedig második. Az 1997-es badajozi Európa-bajnokságon 100 m mellen ezüstérmet szerzett. Az 1999-es braunschweigi nyílt úszóversenyen 100 m mellen és 100 m háton bajnoki címet, 200 m vegyesen pedig ezüstérmet szerzett. Az augusztusi Európa-bajnokságon, amelyet ugyanitt rendeztek, 100 m mellen ezüstérmet szerzett. A sydney-i játékokon nem sikerült megismételnie atlantai teljesítményét. 200 m vegyesen diszkvalifikálták, 50 m pillangón a nyolcadik helyen végzett. A legerősebb számában, 100 m mellen ötödik helyen ért célba. A 2001-es stockholmi Eb-n 100 m mellen a dobogó második fokára állhatott fel, míg 200 m vegyesen és 50 m pillangón negyedik lett. A 2002-es mar del plata-i világbajnokságon 100 m háton a pontszerző nyolcadik helyen végzett, míg 100 m mellen negyedik, 200 m vegyesen pedig az ötödik helyen végzett. A 2002-es Budapest bajnokságon 100 m háton ezüstérmes, 100 pillangón pedig bronzérmes. 2004 tavaszán az angol nyílt úszóbajnokság keretein belül zajló felkészülési versenyen 100 m mellen nyert, 200 m vegyesen pedig a második helyen végzett. Élete negyedik paralimpiai érmét 2004-ben szerezte, ekkor szintén harmadikként zárta a 100 méteres mellúszás döntőjét, méghozzá egyéni csúccsal. 200 m vegyesen a hetedik helyen végzett. A 2006-os világbajnokságon, amelynek Durban adott otthont, legerősebb számában, 100 m mellen a dobogó harmadik fokára állhatott fel. 200 m vegyesen a pontszerző hatodik helyen fejezte be a versenyt. A 2008-as egri országos bajnokságon saját kategóriájában 50 m, 100 m és 400 m gyorson, 100 m mellen, 50 m pillangón és 200 m vegyesen szerzett országos bajnoki címet. Az athéni paralimpián nyújtott teljesítményét Pekingben megismételte, 200 vegyesen pedig nyolcadik lett. Részt vett a 2010 augusztusában megrendezett eindhoveni világbajnokságon is, de eredményeiről nem tudósított a magyar sajtó. A 2011-es berlini Európa-bajnokságon előbb a 4x50 méteres gyorsváltó tagjaként Adámi Zsanett-tel, Engelhardt Katalinnal és Zámbó Diánával, majd 200 m vegyesen is bronzérmet szerzett. 100 m mellen negyedik, majd a vegyesváltóval, ahol Adámi Zsanett helyett Kézdi Réka állt rajtkőre, második helyezést ért el. 2012-ben közel volt az újabb éremhez, 100 m mellen a hatodik helyen végzett, 200 vegyesen pedig tizedik lett. A 2015-ös glasgowi világbajnokságon is részt vett, de eredményei nem szerepelnek a sajtóban. Élete hetedik, egyben utolsó ötkarikás játékán érte az a megtiszteltetés, hogy ő vihette a magyar csapat zászlóját a megnyitón. 100 m mellen a 12. helyen végzett, ezzel nem jutott döntőbe. A paralimpiát követően befejezte úszókarrierjét.

### Erőemelés
Bár a riói paralimpia után az úszástól végleg elköszönt, novemberben Engelhardt Katalinnal együtt úgy döntött, kipróbálja magát egy számára új sportágban, az erőemelésben. Indult az az évi országos bajnokságon, illetve a 2017-es világkupán is, amelynek Eger adott otthont. Az úszáshoz hasonló eredményeket azonban itt nem tudott felmutatni; ebben a sérülések is közrejátszottak.

## Eredményei
- paralimpiai bajnok (1996)
- háromszoros paralimpiai bronzérmes (1996, 2004, 2008)
- kétszeres világbajnok (1994)
- világbajnoki ezüstérmes (1998)
- kétszeres világbajnoki bronzérmes (1994, 2008)
- négyszeres Európa-bajnoki ezüstérmes (1997, 1999, 2001, 2011)
- négyszeres Európa-bajnoki bronzérmes (1991, 1995, 2011 2x)
- ifjúsági világbajnoki ezüstérmes (1990)
- ifjúsági világbajnoki bronzérmes (1990)

## Magánélete
Egy 2015-ös interjúban elmondta, hogy vér szerinti szüleivel nem volt jó a viszonya, csapattársával, Engelhardt Katalinnal gyerekkora óta szoros barátságot ápol, őt testvérének tekinti, az ő családját sajátjának. Katalin 2015-ben szilánkos combcsont törést szenvedett; Gitta segítsége nélkül nem tudott volna felkészülni az azévi paraúszó-világbajnokságra, amiért a Magyar Olimpiai Bizottságtól 2016-ban Fair Play Cselekedet Diplomát kapott.

## Film és könyv
2015-ben jelent meg az az interjúkötet, Ambrus Péter tollából, amelyben parasportolók életútját mutatják be viszonylag részletesen. Ennek egyik fejezete Gittáról szól. 2016-ban mutatták be azt az 50 perces dokumentumfilmet, amelyben Becsey János, Dani Gyöngyi, Engelhardt Katalin és Szekeres Pál mellett az ő élettörténete is szerepel bemutatva a magyar parasport történetét és sikereit.

## Díjai, elismerései
- Az Év Legjobb Mozgáskorlátozott Női Sportolója (1994)[51]
- A Magyar Köztársasági Érdemrend kiskeresztje (1996)[52]
- Mozgáskorlátozottak Egyesületeinek Országos Szövetsége (MEOSZ) bronzérme (1996)[53]
- Az Év Legjobb Invalid Sportolója Különdíj: a 4x50 méteres vegyesváltó tagja (1996)[54]
- Az Év Legjobb Női Mozgássérült Sportolója (harmadik helyezett) (1997)[55]
- Magyar Úszó Szövetség tiszteletbeli tagja (2003)[56]
- A Magyar Köztársaság Ezüst Érdemkeresztje (polgári tagozat) (2004)[57]
- Az Év Legjobb Fogyatékkal Élő Női Sportolója (2008)[1]
- A Magyar Olimpiai Bizottság Fair Play Cselekedet Diplomája (2016)[58][59]